# Jim Rigsby
Jim Rigsby (Spadry, Arkansas, 6 juni 1923 – Dayton, Ohio, 31 augustus 1952) was een Amerikaans Formule 1-coureur. Hij reed de Indianapolis 500 in 1952, maar finishte 12e en scoorde zo geen punten voor het wereldkampioenschap Formule 1. Hij verongelukte in een verschrikkelijke crash in een sprintcar-race.